# Force intérimaire de sécurité des Nations unies pour Abiyé
La Force intérimaire de sécurité des Nations unies pour Abiyé (FISNUA) a été créée par la résolution 1990, le 27 juin 2011, juste avant l'indépendance du Soudan du Sud, le 9 juillet pour surveiller la situation dans la région d'Abiyé nominalement administré par le Soudan et revendiqué par le Soudan du Sud.
En juin 2013, elle est composée de 3 953 soldats provenant pour la quasi-totalité des forces armées de l'Éthiopie.
Le Chief of Staff / Principal Officer de la mission est Alexander Rose. Le Chief of Mission Support est Robert Kirkwood[Quand ?].